# 渋木美沙
渋木 美沙（しぶき みさ、1987年8月8日 - ）は、日本の女優、舞台女優、歌手、マルチタレントである。神奈川県横浜市出身。愛称は、みさりん。人数不定のエンタメ集団「エスコーツ」のメンバー。現在は事務所に所属せず、フリーランスで活動している。

## 人物
- キャッチフレーズは「やる気、元気、渋木！！」
- 好きな言葉は「継続は力なり」
- アンパンマンのモノマネが得意。このモノマネのおかげで、かつて合格したオーディションがある。ジブリ作品にも造詣が深い。
- 好きな食べ物はサーモン。その他ハンバーグも好物である。わさびが苦手なため、お寿司は常にさび抜きしか食べない。ピーマンなど香りの強い野菜も苦手としている。
- 3人兄弟(弟と妹がいる)の長女。
- 小学校時代は、吹奏楽部に所属してコルネットを担当した。
- 中学校時代は、バドミントン部に所属していた。
- 祖父は演歌歌手。
- 傾聴セラピスト資格を持っている。

## 来歴
- 幼い頃、NHKおかあさんといっしょに出演する機会があり、人前で踊ることの楽しさを覚える。
- 中学2年生の時、安室奈美恵に憧れダンサーの夢を実現するために当時原宿にあった Star Light School (現在のK Dance Academy) に通い始める。
- 代々木公園で路上ライブをしていたところ、芸能事務所にスカウトされる。
- 高校生になり、同じダンススールに通っていた「あや」「しおん」と一緒に3人組ボーカルダンスユニット「show」を結成[2]。毎週日曜日に代々木公園でストリートダンスを披露。
- 2004年、17歳でグラビアデビュー。芸能生活を本格的にスタートさせる。
- 2008年3月、エスコーツ(escorts)に加入。当初はダンサーだったが、後にヴォーカルに昇格した[3]。
- 2008年4月11日、初舞台となる「約束」(中目黒GTプラザホール)に出演。
- 2010年12月、大晦日に出演したダウンタウンのガキの使いやあらへんで「絶対に笑ってはいけないスパイ24時」で自身の写真パネルが使われ話題となる。
- 2011年1月、エスコーツ派生ユニット「XCROSS(クロス)」を藤堂さわこと結成。
- 2012年12月、出演舞台において、初の集客数第1位となる。これ以降、出演する舞台では常に集客数はトップクラスを誇る。
- 2013年1月、芝居・トーク・ライブ・ゲームと参加者をクロスオーバーさせたイベント「Tomo 100 House（T1H）」がスタート。ユーストリームにて連動番組も放送。
- 2013年4月、「佐藤秀幸と渋木美沙のリアル歴史散歩の会」スタート。以後、毎月1回第1日曜日で開催される。
- 2013年7月から9月にかけて、アイドルの穴〜日テレジェニックを探せ!〜に出演[4]。厳しい審査を勝ち抜き敢闘賞を受賞する。
- 2013年11月3日、新劇団「江戸東京シアターカンパニー」を設立[5]、副代表となる(代表は佐藤秀幸)。
- 2014年2月、PON!お天気お姉さんオーディションに挑戦する。
- 2014年8月、デビュー10周年記念LIVE　☆渋木美沙10th anniversary＆Birthday party「smile」を開催[6]。ファーストシングル「smile」をリリース。
- 2014年11月、江戸東京シアターカンパニー(現在は劇団夜明けの佐藤)を退団[7]。舞台出演をしばらく封印する。
- 2016年3月、エスコーツメンバーで六本木バニラムードカフェの運営を始める（現在は閉店）。これにより、フリーランスとしての経営感覚が磨かれる。
- 2016年6月、舞台「デイゴの詩」で２年半ぶりに舞台復帰。
- 2017年8月、 ☆渋木美沙バースデーライブ☆「三十路はじめました」[8]を開催。新曲2曲(モノクロ、ゴキゲン☆バツグンロック）の発表とベストアルバム『SHIBUKI'S BEST』がリリースされる。
- 2017年9月、舞台「あのコになれないっ！」で初主演。
- 2017年10月、公式ファンクラブ「キミ仕様にしてみる？」設立（現在は閉鎖）。
- 2019年6月、舞台「輝け☆二重奏！」で、南菜々子(吉永彩乃)とW主演[9]。
- 2019年8月、舞台「裸足のデイズ」で主演。舞台初日が誕生日当日であり、さらに新曲「忘レジデイズ」のリリースと重なる。
- 2019年11月、★渋木美沙15周年LIVE★ ～歴史を丸っと見せちゃいまshow～ を開催。
- 2020年1月、Novelbright MV 出演オーディション[10]に参加。上位2名のみ選考面接に進めるが惜しくも3位に終わる。
- 2020年５月、配信アプリBIGO LIVEの「広告モデルオーデション」に参加。配信開始1か月にも関わらず、有力ライバーを抑えて見事１位に輝く。特典として渋谷駅地下通路のデジタルサイネージ5台を使い、BIGOイメージライバーとして放映された(9月21日～27日）。同時に視聴者からのギフトであるビーンズの獲得数が100万を超え、ミリオンライバーの仲間入りを果たす。
- 2021年2月、BIGO LIVE公式ライバーが対象のAbemaTV出演権オーディションで1位を獲得する。同年３月「オジきゅんです！」へ出演する。
- 2021年5月、舞台「ここにいる」で主演。ＤＶを受ける主婦役を熱演し、新境地を開拓する。
- 2021年10月、ツイキャス配信ワンマンライブにて、自身が作詞した新曲『ひまわり』を初披露する。（発売は未定）
- 2021年11月、舞台「ジェリービーンズの片隅で」タイアップ曲『アマレット』発売。
- 2022年1月、名古屋で初ライブ。
- 2022年4月、声帯ポリープ手術を受ける。
- 2022年8月、バースデーライブにて新曲「ひまわり」「イタズラネコ」発表。

## 出演

### 舞台
2008年
- 約束　2008年4月11日　中目黒GTプラザホール （SEAプロデュース）：初舞台

2009年
- 台風一家[11]　2009年9月18日　あさがやドラム （劇団ソコソコ）

2010年
- フライングパイレーツ～ネバーランド漂流記　2010年4月8日～11日　銀座みゆき館劇場 （フェアリーフェスタ）：ロジャー海賊団ビッキー 役
- もしかも！～もしかして私たちは究極の謎を解いてしまったのかもしれない～⁉[12]　 2010年11月5日～8日　新宿シアターブラッツ（BLitz〝もしかも“ Project）
- ガチャぽんDAY＆3night『メニュークルシミマス！！』[13]　2010年11月27日～30日　あさがやドラム（劇団ソコソコ）：沖田みつ 役

2011年
- アリスインクロノパラドックス[14]　2011年5月3日～8日　シアターグリーンBox in Box（アリスイン プロジェクト）：鎌倉千尋 役（光組）

2012年
- 劇団ソコソコ！大感謝祭『AZ～ｓ‼m(__)m』（Zノ巻）[15]　2012年7月15日　あさがやドラム（劇団ソコソコ）：フィリピン人のマシュマロン 役
- UPSIDE DOWN～クリスマスに誘拐されました～[16]　2012年12月6日～9日　参宮橋トランスミッション（TEAM the ROCKETS/現劇団シアターザロケッツ）：島崎藤子 役

2013年
- 若狭姫物語～種子島から未来へ～[17]　2013年11月13日～17日　シアターグリーン（TEAM the ROCKETS/現劇団シアターザロケッツ）：紗江子 役

2016年
- デイゴの詩[18]  2016年6月5日～9日　新宿シアター・ミラクル（MIYACLE☆THWATER）：大城梨那 役

2017年
- ペンション桂木[19]　2017年3月8日～19日　中野ザ・ポケット（劇団シアターザロケッツ）：小松明子 役
- あのコになれないっ！[20]　2017年9月19日～24日　新宿SPACE梟門 （メディアンプロ）：W主演渡辺弥生 役

- 追憶-七人の女詐欺師-（追憶する人は、ただ一人）[21]　2017年11月9日～12日　紀伊国屋ホール / 15日　佐賀県伊万里市民会館 / 23日・24日　長崎県松浦市文化会館ゆめホール（岡部企画）：越前屋の奉公人サト 役

2018年
- さいしゅうごう～満悦至極～[22]　2018年1月13日　赤坂CHANCEシアター（劇団ソコソコ）：沖田みつ 役
- 佐山家シンフォニア[23]　2018年2月7日～18日　中野テアトルBONBON （劇団シアターザロケッツ）：佐山優 役
- ちゅら夢～デイゴの詩 parallel episode～[24]　2018年5月30日～6月3日　新宿シアターミラクル（MIYACLE☆THWATER）：主演大城梨那 役
- 星降る学校[25]　2018年7月3日～8日　中野テアトルBONBON（劇団シアターザロケッツ）：世界史・長野先生 役
- シャンパンタワーが立てられない[26]　2018年10月3日～14日　中野ザ・ポケット（劇団シアターザロケッツ）：板倉光希 役
- IBUKI[27]　2018年11月30日～12月4日　上野ストアハウス（Y's ExP.）：飛鳥エミ 役

2019年
- Happy(Re:)Birthday[28]　2019年1月23日～27日　新宿シアター・ミラクル（MIYACLE☆THWATER）：渋木美沙（本人） 役
- 両家顔合わせ～本日晴天、替え玉日和～[29]　2019年3月27日～31日　中野ザ・ポケット（劇団シアターザロケッツ）：西村楓 役
- 輝け☆二重奏！[30]　2019年6月17日～23日　新宿シアターブラッツ（メディアンプロ）：W主演外崎すみれ 役
- 裸足のデイズ[31]　2019年8月8日～11日　板橋ファイト！（Tribal days）：主演竹内歌音 役
- 佐山家シンフォニア2019[32]　2019年12月12日～15日　六行会ホール（劇団シアターザロケッツ）：佐山優 役

2020年
- よつば診療浪漫劇[33]　2020年3月18日～29日　中野ザ・ポケット（劇団シアターザロケッツ）：森岡うめ 役
- 忍びよる偲びの夜[34]　2020年7月16日～26日　新宿シアターブラッツ（メディアンプロ）：吉原和子 役
- 浦河さん家の夏模様　2020年8月25日～30日　上野ストアハウス（THE TOKYO BANDITs）：中山美沙 役
- サプライズでプロポーズする夜の、花火。[35]　2020年10月21日～25日　六行会ホール（劇団シアターザロケッツ）：有村美幸 役
- 嘘とホントの婚活パーティー（仮）　2020年11月28日　大塚ドリームシアター（THE TOKYO BANDITs）：北村雫 役
- 嘘とホントの婚活パーティー（仮）Part2　2020年12月23日　大塚ドリームシアター（THE TOKYO BANDITs）：北村雫 役

2021年
- 嘘とホントの婚活パーティー（仮）Part3　2021年3月6日　大塚ドリームシアター（THE TOKYO BANDITs）：安西佳代 役
- ここにいる。[36]　2021年5月19日～23日　新宿スターフィールド（劇団YAMINABE）：主演松野由美 役
- 山田家は引っ越さない[37]　2021年7月14日～25日　中野ザ・ポケット（劇団シアターザロケッツ）：荒井由希 役
- 親の遺産は蜜の味？　2021年8月28日　大塚ドリームシアター（THE TOKYO BANDITs）：山村涼子 役
- ジェリービーンズの片隅で　2021年11月25日～28日　東京音実劇場（Tribal days）：成瀬莉々 役

2022年
- 東京卍メロス　2022年1月13日～18日　中野ザ・ポケット（E-Stage topia）：ヒロイン 伊藤柑菜 役
- 恋はカットがかかるまで[38]　2022年3月16日～21日　シアター・アルファ東京（劇団シアターザロケッツ）：小林沙耶香 役
- 曼珠沙華　2022年7月17日（日替わりキャスト）東京音実劇場（Tribal days）：関口明日香 役
- エスパーの卒業式[39]　2022年10月19日～10月23日　六行会ホール（劇団シアターザロケッツ）：六車友梨 役
- ワスルカ　2022年11月30日～12月4日　中野テアトルBONBON（EXE.ROCK Entertainment）：河上日和 役

2023年
- ギャラクシー神楽　2023年1月7日～9日　吉祥寺シアター（演劇ユニット 宇宙食堂）：町屋好花 役
- 向日葵の非日常　2023年3月15日～21日　中野ザ・ポケット（EXE.ROCK Entertainment）：ヒロイン 来宮由利子 役

2024年
- BRIDGE!!　2024年1月17日〜21日（赤坂RED/THEATER）[40]

### テレビ
- 時短生活ガイドSHOW（TBSテレビ、2009年～2010年）：レギュラーアシスタント
- KAT-TUNの先輩教えてください！大人のオキテ100（日本テレビ、2009年4月5日）：ファッションコーディネーター 役
- さんま&SMAP!美女と野獣のクリスマススペシャル（日本テレビ、2009年12月13日）：再現VTR
- ダウンタウンのガキの使いやあらへんで! 大晦日年越しSP『絶対に笑ってはいけないスパイ24時』（日本テレビ、2010年12月31日）：パネルに写ったファミレスアルバイト店員 役
- 飛び出せ!科学くん（TBSテレビ、2010年～2011年）：レギュラーアシスタント
- ピラメキーノ（テレビ東京、2011年4月21日）：コントコーナー[41]
- ダウンタウンのガキの使いやあらへんで!! 大晦日年越しSP『絶対に笑ってはいけない熱血教師24時』（日本テレビ、2012年12月31日）：週刊誌報道された密会相手 役[42]
- さまぁ〜ず×さまぁ〜ず（テレビ朝日、2019年9月9日）：スポーツインストラクター 役[43]
- THE突破ファイル（日本テレビ、2019年9月19日）：銀行待合室の女性客 役
- 喫茶ソルセオ（中京テレビ、2022年9月22日）：㈱アメリカンセキュリティー特別広報

### ラジオ
- やまだひさしのラジアンリミテッドDX [44]（TOKYO FM、2009年2月25日（24日深夜））
- ソウルミュージックが好き （レインボータウンエフエム放送、2008年11月～2011年）：レギュラーMC

### ネット配信番組
- あっ!とおどろく放送局（インターネットTV、2009年11月）
- 渋木美沙の友達100人出来るかな？[45]（USTREAM、2010年12月～2013年12月）：レギュラーMC
- きゅるるん学園super（アキバ系BBチャンネル、2014年1月～）：レギュラーMC（Live Studio新宿Q）
- ザ☆GB笑（Cwave、2018年5月～2020年2月）：レギュラー出演（スタジオSENJU HOUSE）
- 金曜９時の底上げ○○（Cwave、2020年6月～2021年7月）：レギュラー出演（スタジオSENJU HOUSE）
- Twilight☆Breeze（Cwave、2020年9月13日～）：レギュラー出演（スタジオSENJU HOUSE）

### 雑誌
- 女性ファッション誌『Ray』12月号　特別編集「可愛い子がしているおしゃれヘアカタログ2019-2020 Autumn ＆ Winter」（主婦の友社、2019年10月26日）

### 映画
- おやすみアンモナイト貧乏人抹殺篇/貧乏人逆襲篇[46]　2010年1月30日～2月19日、ユーロスペースにてレイトショー公開（配給 月の石）：弥生 役※ゆうばり国際ファンタスティック映画祭フォーラムシアター部門2009招待作品
- 沈黙の隣人[47]　2010年5月公開（配給 月の石）※ゆうばり国際ファンタスティック映画祭フォーラムシアター部門2010招待作品
- 僕が君の耳になる　2021年6月25日～、ヒューマントラストシネマ渋谷 / シネ・リーブル梅田にて公開

### オリジナルDVD
- 殺人動画サイト Death Tube[48]（2010年、アルバトロス：ともえ 役

### MV作品
- なみだのみなもと（天音みひろ）2019年5月1日発売
- daybreak（INFINITE-Areiz）2019年6月26日配信開始
- ホットなスープ（Hot Spring Trip）2020年12月4日配信開始

### 広告
- （株）アメリカンセキュリティー求人広告（2021年8月30日、中日スポーツ掲載）
- （株）アメリカンセキュリティー企業広告（2022年12月～、品川駅構内サインボード掲出)

### インフォマーシャル
- （株）サイラ　SOY SOY SOY TV「つながりをダイズに」

### イベント
- 世界スーパーバンタム級タイトル前哨戦（金子ジム主催）：ラウンドガール　2016年3月16日

## ライブ活動
2008年
- ライブイベント「CRUSH」（5月23日・中目黒GTプラザホール）
- ライブイベント「CRUSH ２nd」（6月28日・中目黒GTプラザホール）

2010年
- エスコーツ・サタデー・ナイト・パーティー（6月26日・東京ライブハウスPinky)エスコーツ名義

2011年
- Dias Records Presents! 「Girl is mine vol.2」（1月22日・上野BRASH）XCROSS名義
- LUZ live vol.24 （1月30日・赤坂MOVE）XCROSS名義

2012年
- 渋木美沙 presents「第１回 Tomo100 Live」（２月１９日・柏Candy pop)
- escorts show time at the CROCODILE vol.8（３月４日・原宿クロコダイル）エスコーツ名義
- 渋木美沙プロデュース「第４回 tomo100 live」 (６月３日・柏Candy pop)
- 渋木美沙プロデュース「第５回 tomo100 live」 (７月１日・柏Candy pop)
- 渋木美沙プロデュース「第６回 tomo100 live」with 25th Birthday Live　(８月５日・柏Candy pop)
- ららぽーと柏の葉 ライブ　（9月29日・ららぽーと柏の葉特設会場）エスコーツ名義

2013年
- escorts Show Time　（4月28日・原宿クロコダイル）エスコーツ名義
- 芝浦アイランド島祭り2013　（10月6日・屋外特設ステージ）エスコーツ名義
- JOY☆一周年記念主催ライブ　（10月12日・渋谷O-nest）エスコーツ名義
- なないろランド vol.12 ☆クリスマスLIVE＆PARTY☆　（12月15日・HIT STUDIO 70'旅のつづき）
- escorts Show Time vol.15　（12月22日・原宿クロコダイル）エスコーツ名義

2014年
- Nana Kasai 30th birthday Live　（3月30日・BLUE MOOD）
- 渋木美沙10th anniversary＆Birth Day party「smile」　（8月10日・原宿クロコダイル）
- Myrah＆Kay Friends（10月31日・赤坂カントリーハウス）エスコーツ名義
- Brillant vol.4ーRespect the ANI-SONー　（11月16日・Birth shinjuku/現HOLIDAY shinjuku）
- エスコーツワンマンライブ　（12月21日・原宿クロコダイル）エスコーツ名義

2015年
- Sukekyonプレゼンツ vol.30【club助川～4号店～】（2月22日・赤坂LADYBIRD）
- 岩崎真奈主催「まなぴ～パーティー」　（3月22日・神田ミーファ）
- Brillant.05 ーRespect The ANI-SONー　（４月５日・Birth Shinjuku/現HOLIDAY shinjuku)
- 大城マヤ バースデーLIVE エスコーツwithエスコーツバンド 昭和歌謡ヒットパレード「Forget-me-not～わすれな草～〈スナックマヤ〉」（4月23日・六本木バニラムード）
- エスコーツワンマンライブ　（5月17日・原宿クロコダイル）エスコーツ名義
- 下北音楽祭 クランキーナイト　（7月10日・下北タウンホール）エスコーツ名義
- UGOKAS LIVE　（8月15日・TOYOSUアスレチックパーク）エスコーツ名義
- ミサBirthday＆夏祭りSpesial！　（8月30日・原宿クロコダイル）
- アキバ系BBチャンネル10周年記念 Brilliant.06ーRespect The ANI-SONー　（10月18日・HOLIDAY shinjuku）
- エスコーツクリスマスライブ　（12月20日・原宿クロコダイル）エスコーツ名義

2016年
- 昭和歌謡ショー ～スナック1987～　（1月10日・蒲田ニューエイト）
- skekyonプレゼンツ vol.36　（2月7日・新宿メモリーズ）
- バニラムードリニューアルオープン記念ライブ　（3月3日・六本木バニラムード）
- 藤堂さわこBDライブ　（3月10日・六本木バニラムード）
- 渋木美沙ソロLIVE　（3月31日・六本木バニラムード）
- 第63回ガールズパラダイス　（4月5日・目黒ライブステーション）初参加
- エスコーツワンマンライブ　（5月3日・原宿クロコダイル）エスコーツ名義
- Briliant07 Respect The ANI-SON 激アツ6時間ライブ！　（5月15日・HOLIDAY shinjuku)　MCも担当
- serena Lounge vol.3 (六本木バニラムード）
- アコースティックライブin岩崎真奈１年ぶり凱旋ライブ　（６月３０日・六本木バニラムード）
- 第66回ガールズパラダイス（7月5日・目黒ライブステーション）
- 六本木マダム会 vol.1 七夕スペシャルLIVE　（7月7日・六本木バニラムード）
- sukekyonプレゼンツ vol.37（雨ノ日ノ彼女・九）　（7月9日・六本木バニラムード）
- 下北音楽祭　（7月10日・下北沢特設会場）エスコーツ名義
- 花井美理　preesents Nana Kasai "baby shower party"　 (7月24日・麻布十番ヒルトップカシータ）
- 渋木美沙presents「夏だよ！！20代最後だよ！！Birth Day　LIVE」　（8月7日・原宿クロコダイル）
- 真っ赤な夏のFestival vol.1　（8月21日・上野公園水上音楽堂）
- 川野美津子主催ライブ　（8月24日・六本木バニラムード）
- 女神が舞い降りた夜に～ vol.29　（9月19日・池袋FI5VE）
- まなたんBD前々夜祭ライブ　（9月22日・六本木バニラムード）
- FUN TO MUSIC vol.1　（10月2日・六本木バニラムード）
- 千葉テレビオーディション番組ライブ　（10月4日・池袋ミスマッチ）
- 愛美＆美沙ツーマンライブ　（10月10日・六本木バニラムード）
- 渋木美沙withねこと花かんむりLIVE　（10月13日・六本木バニラムード）
- Brilliant.08Respect The ANU-SON　（10月30日・HOLIDAY shinjuku）
- なっちゃん卒業ライブ　（12月8日・六本木バニラムード）
- エスコーツクリスマスライブ　（12月25日・六本木バニラムード）エスコーツ名義

2017年
- 和ワフリカンオルケスタ　（4月1日・赤坂Blitz）
- +Alpha vol.2　（4月8日・川口キャバリーノ）
- 第76回ガールズパラダイス（5月2日・目黒ライブステーション）
- Brilliantライブ（5月14日・アキバBBチャンネル　present)
- おじんブルースと五月晴れ　（5月28日・池袋FI5VE）
- としまえんアイドルprojectアースライブ（6月25日・豊島園4Dシアター）エスコーツ名義
- 第79回ガールズパラダイス　（8月1日・目黒ライブステーション）
- Femail Vocai Night　（8月7日・下北沢Breath)
- 渋木美沙バースデーライブ「三十路はじめました」　（8月27日・池袋mono)
- ガールズ4ダイス～5th.ダンブリング　（10月6日・池袋FI5VE）
- 華彩なな 15th LIVE　（11月19日・自由が丘ハイフン）ゲストライブ
- RESPECT The ANI-SON Brillant.10　（12月3日・HOLIDAY shinjuku)
- 渋木美沙ソロライブ～アコースティック忘年会～　（12月27日・自由が丘ハイフン）

2018年
- アフロワンマン・アフロバップアドベンチャーepisode.1～地～　（1月24日・Mt.RAINIA HALL)
- もうすぐ春ですね　（2月24日・池袋FI5VE）
- 小春日和におじんブルース　（3月24日・池袋FI5VE）
- 渋木美沙Present！梅雨だ！夏だ！全員集合！（6月17日・自由が丘ハイフン）
- 真夏のescorts LIVE～MISA Birthday～　（8月12日・赤坂グラフィティ）
- みかどサマーフェスタ2018inプリンセス　（8月26日・カラオケ居酒屋みかど）
- 第92回ガールズパラダイス　（9月4日・目黒ライブステーション）
- ESCORTS Xmas Special LIVE～2018～　（12月16日・赤坂グラフィティ）エスコーツ名義

2019年
- 腕トラ☓渋木美沙☓翔美　three-manLIVE「腕にミサンガつけましょう」昼夜公演　（2月9日・東京音実劇場）
- 冬将軍なんか、怖くない!!　（2月16日・池袋FI5VE）
- 音実ライブwith懐メロカフェ vol.40～CMソング特集～　（3月9日・東京音実劇場）
- 第99回ガールズパラダイス　（4月2日・目黒ライブステーション）
- 第100回ガールズパラダイス　（5月6日・目黒ライブステーション）
- 腕トラ☓渋木美沙☓今橋美紀three-manLIVE「渋ってないで今トライ」昼夜公演　（6月9日・ファイト！）
- 七夕祭り・星に願いを　（7月7日・池袋FI5VE）
- ビアガーデンLIVE　（7月18日・日本橋三越ビアガーデン特設ステージ）エスコーツ名義
- ユニモちはら台インストアライブ　（8月24日・ユニモちはら台イベント広場）
- 池袋FI5VE 15周年記念ライブ　（9月1日・池袋FI5VE）
- 赤坂祭り2019ゲストライブ　（9月13日・赤坂一ツ木通り特設ステージ）エスコーツ名義
- でっかい秋み～つけた2019　（9月23日・池袋FI5VE）
- 音実ライブwith懐メロカフェ vol.43 テーマ:色　（9月28日・東京音実劇場）
- 腕トラ☓渋木美沙☓今橋美紀three-manLIVE「渋ってないで今トライ2」 昼夜公演　（10月22日・ファイト！）
- 垣根の垣根の曲がり角～2019　（11月16日・池袋FI5VE）
- 渋木美沙１５周年LIVE～歴史を丸っと見せちゃいまshow～　（11月17日・KAMATAぶらぶら）
- ESCORTS×華彩なな Special X'mas LIVE～2019～　 (12月22日・KAMATAぶらぶら）エスコーツ名義

2020年
- ポッキーならぬ、プリッツの日？!　（1月11日・池袋FI5VE）
- 寒いの、寒いの、飛んでけ～！2020　（2月15日・池袋FI5VE）
- 16周年パーティ 集う仲間たち（8月28日・池袋FI5VE）
- 東京音実劇場✕Tribal days ツイキャスプレミアム配信ライブ「じっと渋ってないで今トライ」 昼夜公演（9月5日・東京音実劇場より無観客配信）
- デッカイ秋、み～つけた！（9月27日・池袋FIVE）
- 東京音実劇場✕Tribal days ツイキャスプレミアム配信ライブ「じっと渋ってないで今トライ」～2020 Acoustic Live 昼夜公演（10月3日・東京音実劇場より無観客配信）

2021年
- 寒いの、寒いの、飛んでけ～！2021　（1月31日・池袋FI5VE)
- 冬の恋人はドラマティック♡　(2月27日・池袋FI5VE)
- 女神達が舞い降りた夜に～Vol.45　(4月4日・池袋FI5VE)
- 女神達が舞い降りた夜に～Vol.47　(6月19日・池袋FI5VE)
- 真夏のスキャンダル～2021　（7月31日・池袋FI5VE)
- 第123回ガールズパラダイス　（8月3日・目黒ライブステーションより無観客配信）
- ♪今はもう秋 誰もいない海～2021（9月18日・池袋FI5VE)
- ガールズ4ダイス～20th.タンブリング（10月17日・池袋FI5VE)
- ガールズ4ダイス～21th.タンブリング（12月3日・池袋FI5VE)
- kawasaki DREAM vol.64（12月17日・四谷LOTUS）

2022年
- COLORS（1月5日・名古屋今池GROW）
- おとなのうた会～じっくり聞いタロウ！（2月20日・池袋FI5VE)
- SHIBUKI MISA Birthday Live（8月7日・汐留Blue Mood）
- COLORS２（９月23日・メロディア東京）
- 女神達が舞い降りる夜に～Vol.50（10月28日・池袋FI5VE)
- TRIBAL XMAS LIVE'22（12月17日・東京音実劇場）

2023年
- KINYA TSUBAKI　プレミアムバレンタインランチショー（2月12日・ラドン原宿）
- センチメンタル・シティ・ロマンス～2022～春（3月31日・池袋FI5VE)

## リリース作品

### CDシングル
- smile（作詞：渋木美沙、作曲:冨士忠洋）2014年8月10日発売
- one step! (作詞:渋木美沙、作曲:冨士忠洋) 2015年8月30日発売（両A面）
- 小さな島から（作詞/作曲:松井美和）2015年8月30日発売（両A面）
- 忘レジデイズ（作詞/作曲: 腕トラ、編曲:りきこ）　2019年8月8日発売
- アマレット（作詞/作曲: 腕トラ、編曲:りきこ/腕トラ）　2021年11月25日発売
- ひまわり（作詞：渋木美沙、作曲：松井美和）2022年8月7日発表

### CDアルバム
- Smile Time      （2015年9月13日発売）

1. one step!
2. smile2015
3. smile(acoustic version)
4. smile(2丁目version)

- SIBUKI'S BEST    （2017年8月27日発売）

1. one step!(作詞:渋木美沙、作曲:冨士忠洋)
2. ゴキゲン☆バツグンロック(作詞:渋木美沙、作曲:冨士忠洋)
3. 小さな島から(作詞/作曲:松井美和)
4. モノクロ(作詞/作曲:冨士忠洋)
5. ローズマリー(作詞:渋木美沙、作曲:松井美和)
6. smile(作詞:渋木美沙、作曲:冨士忠洋)